# Joan Abellà Pallàs
Joan Abellà Pallàs, conegut com a "Joan de cal Ribetes" (Montblanc, 1905 - Elna, Rosselló, 1955) va ser un administratiu i sindicalista català.
Fill de pagès, germà de Josepa Abellà Pallàs, ben aviat abandonà el conreu de les terres per fer de comptable. Influït pels corrents catalanistes i obreristes va donar suport a la Coalició d'Esquerres, que va esdevenir majoritària a les Eleccions municipals espanyoles de 1931. També va ser un dels membres fundadors del BOC i un sindicalista de la UGT. Conjuntament amb Manuel González Alba va organitzar cursos de català per a adults, principalment a pagesos i treballadors. El 1935 després de signar una petició de permís per a una manifestació de suport i commemoració de la II República Espanyola, el qual, malgrat no ser concedit, no va impedir que la manifestació se celebrés i fos dissolta brutalment per la Guàrdia Civil, va ser detingut, apallissat i portat a una presó de Tarragona. Alguns dies més tard va ser alliberat després de pagar una multa. El 1936 va col·laborar en la fundació del PSUC. Havent participat activament en el front de guerra i en la revolució, es veié obligat a exiliar-se sense opció de retorn. A Elna, al Rosselló, va acabar els seus dies l'any 1955.